# Condado de Bullock
El condado de Bullock (en inglés: Bullock County), es un condado del estado estadounidense de Alabama que fue fundado en 1866 y se le llamó Bullock en honor al coronel Edward C. Bullock. En el año 2000 tenía una población de 11 714 habitantes con una densidad de población de 7 personas por km². La sede del condado es Union Springs.

## Geografía
Según la oficina del censo el condado tiene una superficie total de 1621 km² (625,9 mi²), de los que 1619 km² (625,09652509653 mi²) son tierra y 2 km² (0,8 mi²) (0,17%) son agua.

### Condados adyacentes
- Condado de Macon - norte
- Condado de Russell - noreste
- Condado de Barbour - sureste
- Condado de Pike - suroeste
- Condado de Montgomery - oeste

### Principales carreteras y autopistas
- U.S. Autopista 29
- U.S. Autopista 82
- Carretera estatal 51
- Carretera estatal 110

## Demografía
Según el 2000 la renta per cápita media de los habitantes del condado era de 20 605 dólares y el ingreso medio de una familia era de 23 990 dólares. En el año 2000 los hombres tenían unos ingresos anuales 22 560 dólares frente a los 19 069 dólares que percibían las mujeres. El ingreso por habitante era de 10 163 dólares y alrededor de un 33,50% de la población estaba bajo el umbral de pobreza nacional.

## Ciudades y pueblos
- Union Springs
- Midway
- Fitzpatrick (no incorporada)
- Inverness (no incorporada)
- Perote (no incorporada)
- Smut Eye (no incorporada)